# Мацон (Падова)
Мацон је насеље у Италији у округу Падова, региону Венето.
Према процени из 2011. у насељу је живело 204 становника. Насеље се налази на надморској висини од 25 м.